# Tradicionalni vez iz Zmijanja
Tradicionalni vez iz Zmijanja je kulturna baština veza žena iz sela u kraju Zmijanje, Republika Srpska u Bosni i Hercegovini. Tradicionalno, Zmijanjski vez se koristi za ukrašavanje ženskih kostima i kućanskih predmeta, uključujući i vjenčanice, šalove, odjeću i posteljinu. Glavna karakteristika je uporaba duboke plave niti, ručni rad biljnim bojama i improvizirani geometrijski oblici. Bogatstvo i varijacije izvezenih dizajna određuju društveni status seoskih žena. 
Zmijanjski vez se odlikuje skladom i stilskom savršenosti geometrijskih ornamenata koji se prepliću isključivo u tamnoplavoj ili crnoj boji; za razliku od drugih dijelova Bosne i Hercegovine, gdje se vez na kostima radi u četiri ili dvije boje. Zmijanjski vez se izvodi u četiri tehnike vezenja: prorlak, podvlakno, prutalacka i dominantna križna tehnika. Jelica Belovic Bernadzikovska, najugledniji stručnjak za istraživanje veza na Balkanu, smatra ovaj vez jednom od najstarijih tehnika veza. Glavna značajka ove tehnike je da se izvodi straga, računajući na žicu. Također, primarni geometrijski ukrasi (poput kotača i raznih rombova) su najstariji i vuku podrijetlo iz neolitičke umjetnosti.
Vez se obično obavlja među skupinom žena, uz pjesmu i razgovor. Svaki vezilac prilagođava i improvizira potrebna znanja i vještine, kao dio procesa prijenosa znanja koje se prenosi usmeno i kroz praktični rad, uglavnom u formalnim obrazovnim okruženjima. Učenice uče gledajući iskusne čipkarice koje kombiniraju prethodno utvrđene elemente u brojnim varijacijama, kroz redovitu i kontinuiranu praksu. 
Zmijanjski vez uključuje poštovanje različitosti, kreativnosti i neverbalnu komunikaciju. On također ima i sentimentalnu i emocionalnu vrijednost, posebno za raseljeno stanovništvo koje koristi šarene, vezene haljine kao izraz nacionalnog i lokalnog identiteta i ponosa. Vez povezuje zajedno mnogo elemenata kulturne baštine, kao što su glazba, rituali, usmena tradicija, rukotvorine i simbolika. Zbog toga je tradicionalni vez iz Zmijanja je kao nematerijalna svjetska baština upisan na UNESCO-ov popis nematerijalne svjetske baštine u Europi 26. studenoga 2014. godine u Parizu na Devetoj sjednici Međunarodnog odbora za nematerijalnu kulturnu baštinu, kao prvi element iz Bosne i Hercegovine upisan na UNESCO-ov Reprezentativni popis nematerijalne kulturne baštine čovječanstva.

## Vanjske poveznice
- Kulturno naslijeđe BiH: Plavi vez zmijanjskog kraja, Radio Slobodna Evropa 2013.
- Learning Zmijanje embroidery in the 'Duga' Humanitarian Women's Association (Humanitarno udruzenje zena 'Duga'), Banja Luka, Bosnia and Herzegovina (11 April 2014)  Arhivirana inačica izvorne stranice od 2. travnja 2015. (Wayback Machine) (engl.)
- Zmijanjski folk embroidery (engl.)
- Muzej istočne Bosne Tuzla Izložba “Zmijanjski vez – svjetsko kulturno nasljeđe”, 15. lipnja 2017.